# Laurin & Klement

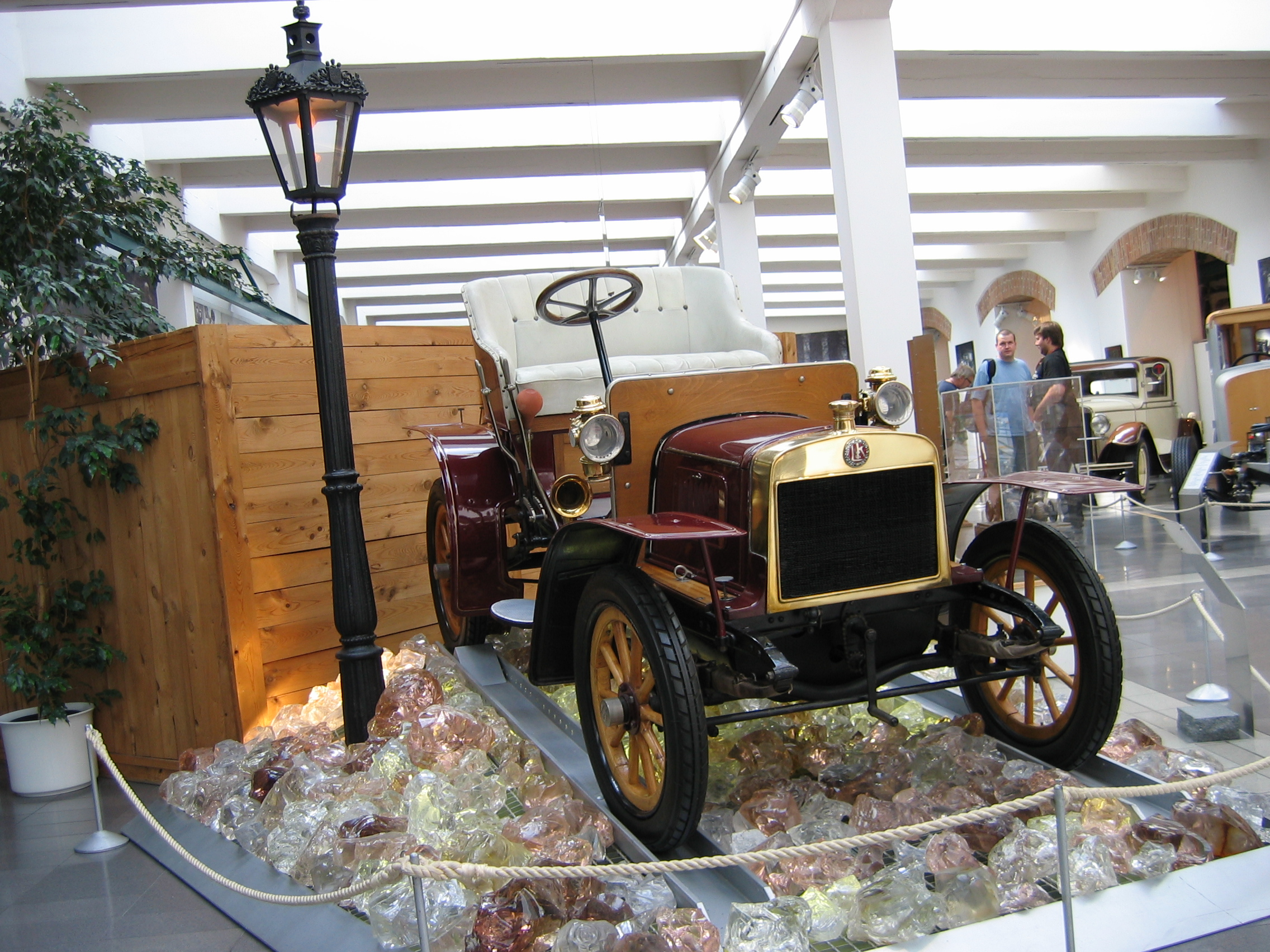
Automóvil Laurin & Klement de 1905.

Laurin & Klement (1895–1925) fue un fabricante de bicicletas, motocicletas y automóviles en Mladá Boleslav, Bohemia, en este tiempo conocida en alemán como Jungbunzlau, y parte del Imperio austrohúngaro (hoy República Checa).
La compañía fue fundada en 1895, y denominada según sus fundadores: Václav Laurin (nacido el 27 de septiembre de 1865, fallecido el 4 de diciembre de 1930), y Václav Klement (nacido el 16 de octubre de 1868, fallecido el 13 de agosto de 1938).
La producción de automóviles comenzó en 1905, y la compañía pronto se convirtió en el mayor productor de automóviles en el Imperio austrohúngaro. En 1925 la compañía fue adquirida por Škoda Works, y operó desde entonces bajo la marca Škoda Auto (hoy parte del Grupo Volkswagen). La actual Škoda reconoce de manera explícita su legado original de Laurin&Klement, usando el nombre para designar el nivel de acabado más alto de determinados modelos, como el Škoda Superb.

## Modelos
| - Laurin & Klement A (1905) - Laurin & Klement B (1906) - Laurin & Klement C (1906) - Laurin & Klement E (1906) - Laurin & Klement B2 (1907) - Laurin & Klement C2 (1907) - Laurin & Klement FC (1907) (coche de carreras) - Laurin & Klement FCS (1908) (coche de carreras) - Laurin & Klement BS (1908) - Laurin & Klement EN (1909) - Laurin & Klement FCR (1909) (coche de carreras) | - Laurin & Klement ENS (1910) - Laurin & Klement T / Ta (1914) - Laurin & Klement MK6 (Laurin & Klement MK6 / 445 / 450) (1920) - Laurin & Klement A (1922) (Laurin & Klement A / 100) (1922) - Laurin & Klement 105 (1923) - Laurin & Klement 150 (1923) - Laurin & Klement 350 (1925) - Laurin & Klement 110 (1925) - Laurin & Klement 120 (1925) - Škoda 360 (Laurin & Klement 360) (1926) |

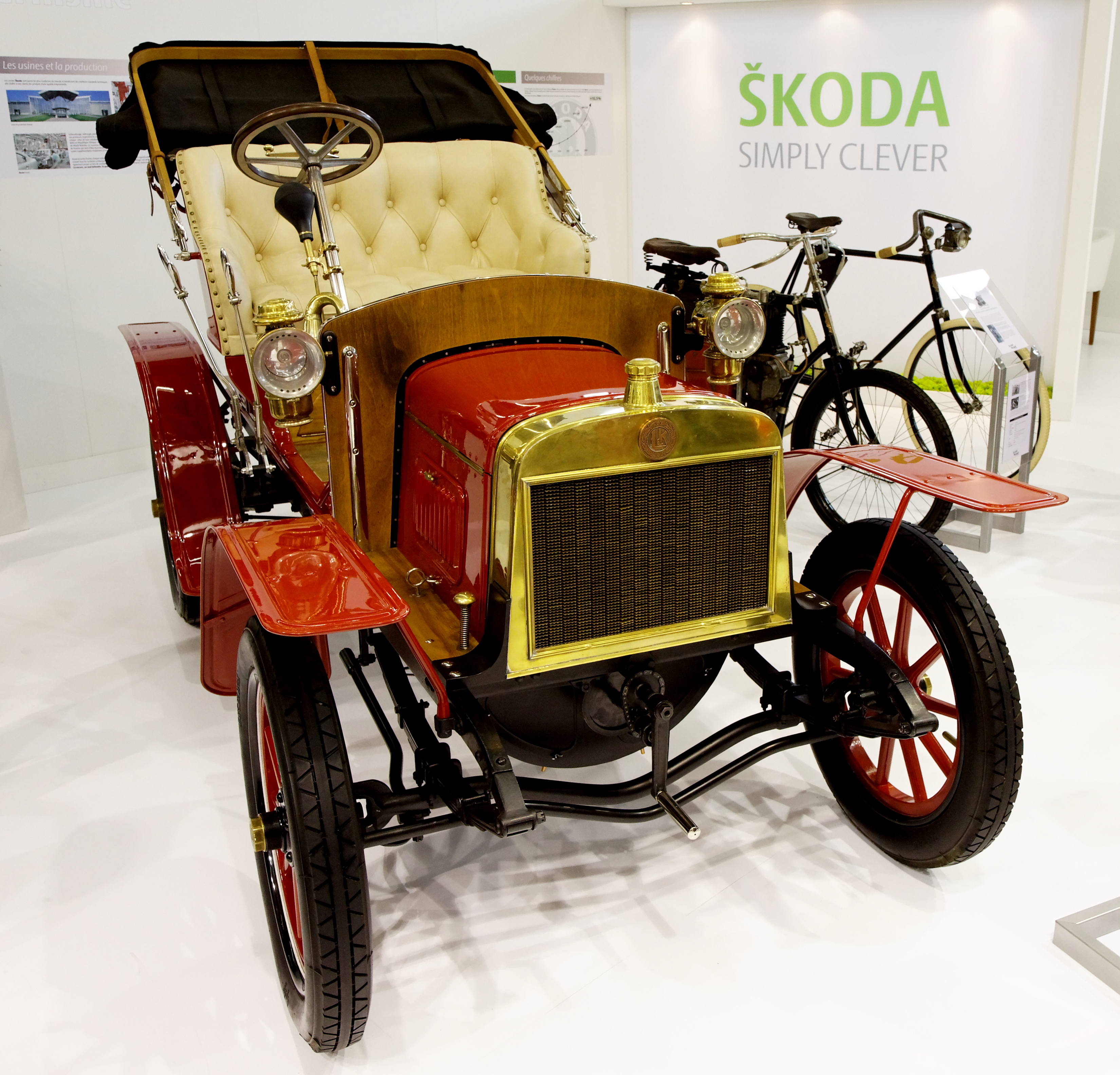
Laurint & Klement A (1905)
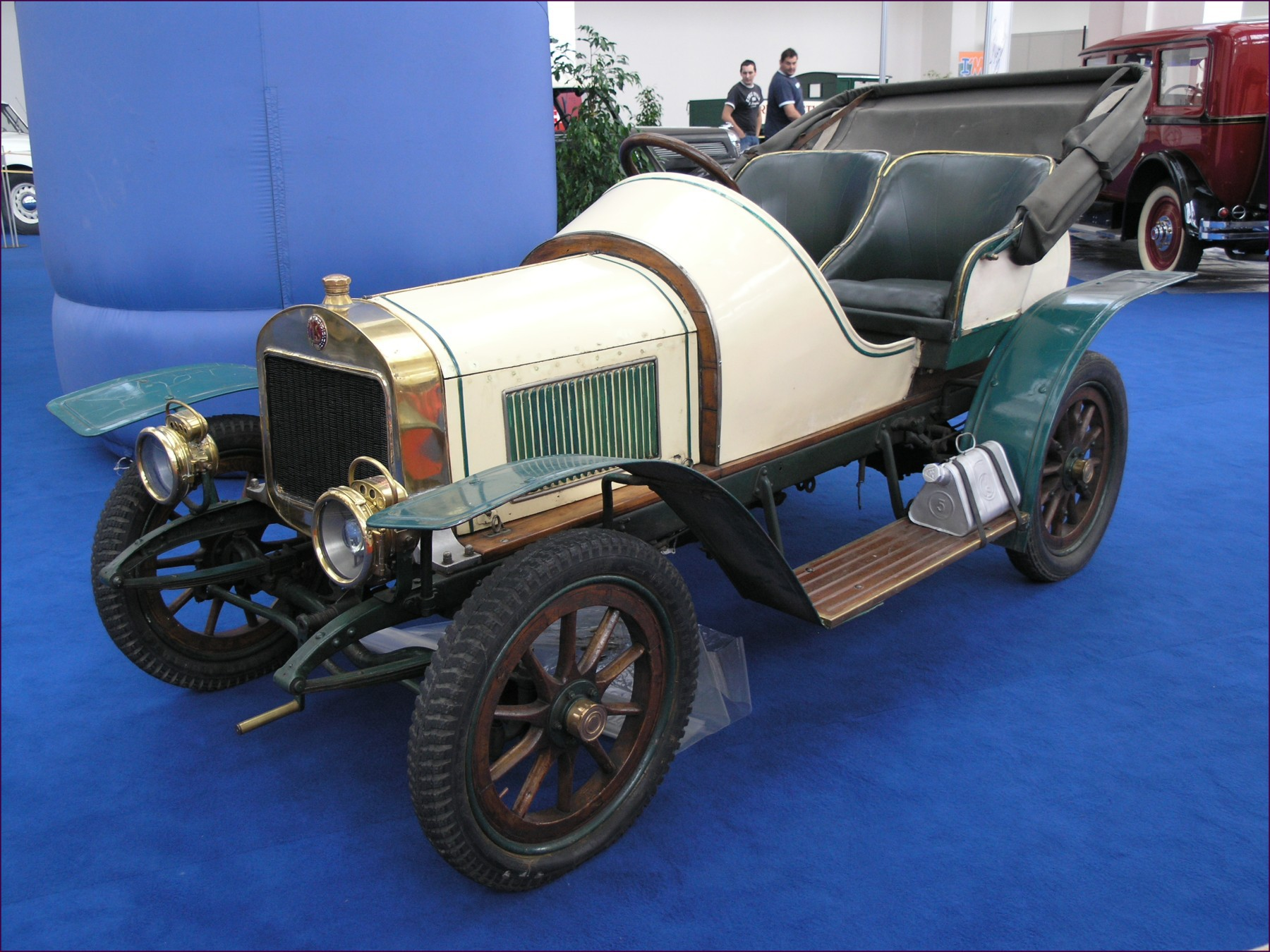
Laurint & Klement BS (1907)
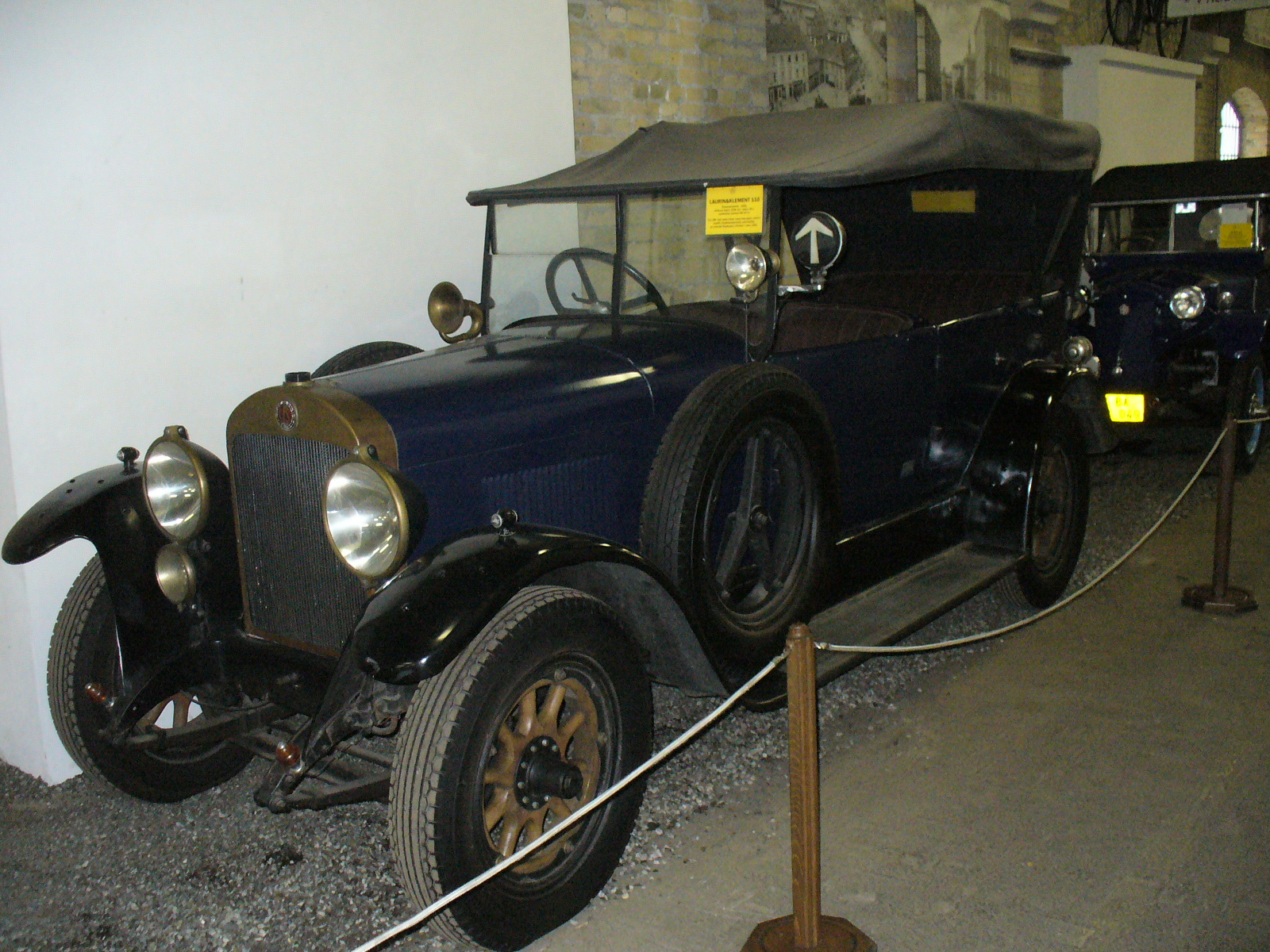
Laurin & Klement 110 (1925)